# Bickenbach (Engelskirchen)
Bickenbach ist ein Ort in der Gemeinde Engelskirchen im Oberbergischen Kreis in Nordrhein-Westfalen in Deutschland.

## Geographie

### Lage
Der Ort liegt rund vier Kilometer nordöstlich von Engelskirchen an der Leppe, einem Nebenfluss nördlich der Agger.

## Geschichte

### Erstnennung
- 1270? wurde der Ort das erste Mal urkundlich erwähnt und zwar "Vrederich von Bickenbaich wird genannt in der Reimchronik des Gottfried Hagen"

Schreibweise der Erstnennung: Bickenbaich
- 1490 Sichere Erstnennung – Bickenbeke

- Durch den Ort verlief die Leppetalbahn

## Sehenswürdigkeiten
- In Bickenbach befindet sich der historische Wasserhammer Oelchenshammer aus dem Jahre 1787. Im alten Ortskern befinden sich zudem mehrere zum Teil aufwendig restaurierte alte Fachwerkhäuser (erbaut um 1700–1770).

## Schienen- und Busverkehr
Im Straßenpersonennahverkehr verkehren von der Haltestelle Bickenbach folgende Buslinien
- VRS-Linie 308 Engelskirchen Bf. – Frielingsdorf – Hütte – Marienheide Bf.
- VRS-Linie 316 Lindlar – Remshagen – Neuremscheid – Strombach – Gummersbach Bf.
- VRS-Linie 333 Engelskirchen Bf. – Frielingsdorf – Dohrgaul – Wipperfürth

In Engelskirchen verkehrt stündlich im Schienenpersonennahverkehr die Oberbergische Bahn (RB 25) von Köln nach Meinerzhagen über Overath und Gummersbach.
Für den gesamten öffentlichen Personennahverkehr (ÖPNV) gilt der Tarif des Verkehrsverbundes Rhein-Sieg (VRS) und tarifraumüberschreitend der NRW-Tarif.

## Persönlichkeiten

### Söhne und Töchter
- Erich Bockemühl – Lehrer, Dichter und Organist